# Prêmio Roy Campanella

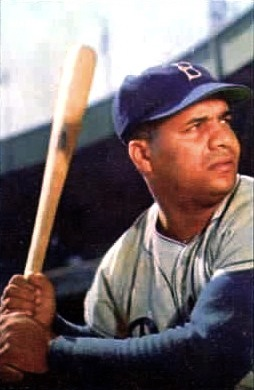
en, o homônimo do prêmio, por volta de 1953.

O Prêmio Roy Campanella é concedido anualmente ao jogador do Los Angeles Dodgers que melhor exemplifica o espírito e a liderança do falecido receptor do Hall da Fama do Brooklyn Dodger, Roy Campanella [en]. O prêmio é votado por todo o pessoal uniformizado, jogadores e treinadores do Los Angeles Dodgers. A premiação é realizada desde 2006.

## Vencedores
Ref.:
| Ano  | Vencedor        | Posição                               | Ref             |
| ---- | --------------- | ------------------------------------- | --------------- |
| 2006 | Rafael Furcal   | Interbases                            | [ 3 ]           |
| 2007 | Russell Martin  | Receptor                              | [ 4 ]           |
| 2008 | James Loney     | Primeira base                         | [ 5 ]           |
| 2009 | Juan Pierre     | Jardineiro                            | [ 6 ]           |
| 2010 | Jamey Carroll   | Interbases                            | [ 7 ]           |
| 2011 | Matt Kemp       | Jardineiro                            | [ 8 ]           |
| 2012 | A.J. Ellis      | Receptor                              | [ 9 ]           |
| 2013 | Clayton Kershaw | Arremessador                          | [ 2 ]           |
| 2014 | Clayton Kershaw | Arremessador                          | [ 10 ]          |
| 2015 | Zack Greinke    | Arremessador                          | [ 11 ]          |
| 2016 | Chase Utley     | Segunda base                          | [ 12 ]          |
| 2017 | Justin Turner   | Terceira base                         | [ 13 ]          |
| 2018 | Chase Utley     | Segunda base                          | [ 14 ]          |
| 2019 | Justin Turner   | Terceira base                         | [ 15 ]          |
| 2020 | Justin Turner   | Terceira base                         | [ 16 ]          |
| 2021 | Chris Taylor    | Jogador de campo interno / Jardineiro | [ 17 ]          |
| 2022 | Freddie Freeman | Primeira base                         | [ 18 ]          |
| 2023 | Jason Heyward   | Jardineiro                            | [ 19 ]          |
| 2024 | Miguel Rojas    | Interbases                            | [ 20 ]          |
| 2025 | A ser anunciado | A ser anunciado                       | A ser anunciado |

## Outros prêmios coletivos pelo espírito esportivo na Major League Baseball
- O San Francisco Giants concede o Prêmio Willie Mac [en] desde 1980 ao “jogador do San Francisco Giants que melhor exemplifica o espírito e a liderança demonstrados de forma consistente por Willie McCovey ao longo de sua longa carreira”.[21]
- O Oakland Athletics concede o Prêmio Catfish Hunter [en] desde 2004 ao “jogador cujo desempenho em campo e conduta no clube melhor exemplificam o espírito corajoso, competitivo e inspirador demonstrado pelo falecido arremessador Jim ‘Catfish’ Hunter”.[22]